# Quirguistão nos Jogos Olímpicos de Verão de 2008
O Quirguistão competiu nos Jogos Olímpicos de Verão de 2008, em Pequim, na China.

## Medalhistas
| Atleta            | Esporte | Evento                           | Medalha |
| ----------------- | ------- | -------------------------------- | ------- |
| Kanatbek Begaliev | Lutas   | Greco-romana até 66 kg masculino | Prata   |
| Ruslan Tiumenbaev | Lutas   | Greco-romana até 60 kg masculino | Bronze  |

## Desempenho

### Atletismo
Masculino
| Atletas           | Evento              | Preliminares | Preliminares | Semifinal   | Semifinal   | Final       | Final       |
| Atletas           | Evento              | Marca        | Posição      | Marca       | Posição     | Marca       | Posição     |
| ----------------- | ------------------- | ------------ | ------------ | ----------- | ----------- | ----------- | ----------- |
| Sergey Pakura     | 800 metros          | 1m50s54      | 52º          | Não avançou | Não avançou | Não avançou | Não avançou |
| Aleksey Pogorelov | 400 m com barreiras | 51s47        | 23º          | Não avançou | Não avançou | Não avançou | Não avançou |

Feminino
| Atletas          | Evento              | Preliminares | Preliminares | Semifinal   | Semifinal   | Final       | Final       |
| Atletas          | Evento              | Marca        | Posição      | Marca       | Posição     | Marca       | Posição     |
| ---------------- | ------------------- | ------------ | ------------ | ----------- | ----------- | ----------- | ----------- |
| Galina Pedan     | 400 m com barreiras | 1m00s31      | 27º          | Não avançou | Não avançou | Não avançou | Não avançou |
| Yulia Arhipova   | Maratona            |              |              |             |             | 2h44m41s    | 58º         |
| Tatiana Efimenko | Salto em altura     | Sem marca    | Sem marca    |             |             | Não avançou | Não avançou |

### Boxe
O Quirguistão qualificou um boxeador para o torneio olímpico de boxe. Asylbek Talasbayev classificou-se na categoria leve no segundo torneio qualificatório asiático.
| Atleta             | Evento    | Fase de 32             | Fase de 16              | Quartas                | Semifinais             | Final                  |
| Atleta             | Evento    | Adversário e resultado | Adversário e resultado  | Adversário e resultado | Adversário e resultado | Adversário e resultado |
| ------------------ | --------- | ---------------------- | ----------------------- | ---------------------- | ---------------------- | ---------------------- |
| Asylbek Talasbayev | Peso leve | BRA E. Lopes V PTS 7:9 | COL D. Pérez D PTS 4:15 | Não avançou            | Não avançou            | Não avançou            |

### Esgrima
Masculino
| Atleta           | Evento            | Fase de 64             | Fase de 32             | Fase de 16             | Quartas de final       | Semifinais             | Disputa Bronze         | Final                  |
| Atleta           | Evento            | Adversário e resultado | Adversário e resultado | Adversário e resultado | Adversário e resultado | Adversário e resultado | Adversário e resultado | Adversário e resultado |
| ---------------- | ----------------- | ---------------------- | ---------------------- | ---------------------- | ---------------------- | ---------------------- | ---------------------- | ---------------------- |
| Sergey Katchurin | Espada individual | FRA F. Jeannet D 14-15 | Não avançou            | Não avançou            | Não avançou            | Não avançou            | Não avançou            | Não avançou            |

### Halterofilismo
Masculino
| Atleta             | Evento | Arranque (kg) | Arremesso (kg) | Total (kg) | Posição |
| ------------------ | ------ | ------------- | -------------- | ---------- | ------- |
| Ulanbek Moldodosov | -85kg  | 152,0         | 194,0          | 346,0      | 11º     |

### Judô
Masculino
| Atleta             | Evento  | Preliminares           | Fase de 32               | Fase de 16             | Quartas                | Semifinais             | Repescagem             | Repescagem             | Repescagem             | Final                  | Final       |
| Atleta             | Evento  | Preliminares           | Fase de 32               | Fase de 16             | Quartas                | Semifinais             | 1ª fase                | Quartas                | Semifinais             | Final                  | Final       |
| Atleta             | Evento  | Adversário e resultado | Adversário e resultado   | Adversário e resultado | Adversário e resultado | Adversário e resultado | Adversário e resultado | Adversário e resultado | Adversário e resultado | Adversário e resultado | Pos.        |
| ------------------ | ------- | ---------------------- | ------------------------ | ---------------------- | ---------------------- | ---------------------- | ---------------------- | ---------------------- | ---------------------- | ---------------------- | ----------- |
| Talant Dzhanagulov | +100 kg |                        | CHN Pan Song D 0001-1001 | Não avançou            | Não avançou            | Não avançou            | Não avançou            | Não avançou            | Não avançou            | Não avançou            | Não avançou |

Feminino
| Atleta             | Evento | Preliminares               | Fase de 32             | Fase de 16             | Quartas                | Semifinais             | Repescagem                   | Repescagem             | Repescagem             | Final                  | Final       |
| Atleta             | Evento | Preliminares               | Fase de 32             | Fase de 16             | Quartas                | Semifinais             | 1ª fase                      | Quartas                | Semifinais             | Final                  | Final       |
| Atleta             | Evento | Adversário e resultado     | Adversário e resultado | Adversário e resultado | Adversário e resultado | Adversário e resultado | Adversário e resultado       | Adversário e resultado | Adversário e resultado | Adversário e resultado | Pos.        |
| ------------------ | ------ | -------------------------- | ---------------------- | ---------------------- | ---------------------- | ---------------------- | ---------------------------- | ---------------------- | ---------------------- | ---------------------- | ----------- |
| Elena Proskurakova | −78 kg | CHN Yang Xiuli D 0000-1000 |                        |                        |                        |                        | MGL P. Lkhamdegd D 0000-0230 | Não avançou            | Não avançou            | Não avançou            | Não avançou |

### Lutas
Livre masculino
| Atleta             | Evento | Preliminar                        | Oitavas de final               | Quartas de final             | Semifinal              | Repescagem 1ª rodada   | Repescagem 2ª rodada     | Final                                         |
| Atleta             | Evento | Adversário e resultado            | Adversário e resultado         | Adversário e resultado       | Adversário e resultado | Adversário e resultado | Adversário e resultado   | Adversário e resultado                        |
| ------------------ | ------ | --------------------------------- | ------------------------------ | ---------------------------- | ---------------------- | ---------------------- | ------------------------ | --------------------------------------------- |
| Bazar Bazarguruev  | -60 kg |                                   | ALB S. Prizreni V 1-0, 2-1     | UKR V. Fedoryshyn D 0-2, 0-1 |                        |                        | USA M. Zadick V 1-0, 3-0 | Disputa pelo bronze: JPN K. Yumoto D 0-1, 0-2 |
| Arsen Gitinov      | -74 kg | POL K. Brzozowski V 1-1, 3-1, 1-0 | UKR I. Aldatov V 0-3, 2-1, 2-1 | BUL K. Terziev D 6-6, F      | Não avançou            | Não avançou            | Não avançou              | Não avançou                                   |
| Aleksey Krupnyakov | -96 kg |                                   | GEO G. Gogshelidze D 0-1, 0-1  | Não avançou                  | Não avançou            | Não avançou            | Não avançou              | Não avançou                                   |

Greco-romana
| Atleta            | Evento | Preliminar             | Oitavas de final             | Quartas de final                 | Semifinal                  | Repescagem 1ª rodada   | Repescagem 2ª rodada   | Final                                         | Pos.              |
| Atleta            | Evento | Adversário e resultado | Adversário e resultado       | Adversário e resultado           | Adversário e resultado     | Adversário e resultado | Adversário e resultado | Adversário e resultado                        | Pos.              |
| ----------------- | ------ | ---------------------- | ---------------------------- | -------------------------------- | -------------------------- | ---------------------- | ---------------------- | --------------------------------------------- | ----------------- |
| Ruslan Tiumenbaev | -60 kg |                        | FIN J. Ala-Huikku V 3-1, 4-0 | UZB D. Aripov V 2-0, 0-3, 2-1    | RUS I-B. Albiev D 0-6, 0-4 |                        |                        | Disputa pelo bronze: CUB R. Monzón V 8-0, 1-0 | Medalha de bronze |
| Kanatbek Begaliev | -66 kg |                        | USA J. Deitchler V 6-3, 3-0  | UKR A. Vardanyan V 3-0, 0-2, 2-1 | BUL N. Gergov V 1-1, 1-1   |                        |                        | FRA S. Guenot D 0-3, 0-1                      | Medalha de prata  |

### Natação
Masculino
| Atleta(s)       | Evento       | Eliminatórias | Eliminatórias | Semifinal   | Semifinal   | Final       | Final       |
| Atleta(s)       | Evento       | Tempo         | Posição       | Tempo       | Posição     | Tempo       | Posição     |
| --------------- | ------------ | ------------- | ------------- | ----------- | ----------- | ----------- | ----------- |
| Vitaly Vasilev  | 50 m livre   | 24s02         | 55º           | Não avançou | Não avançou | Não avançou | Não avançou |
| Iurii Zakharov  | 200 m medley | 2m07s01       | 45º           | Não avançou | Não avançou | Não avançou | Não avançou |
| Vasilii Danilov | 400 m medley | 4m29s20       | 27º           | Não avançou | Não avançou | Não avançou | Não avançou |

### Taekwondo
Masculino
| Atleta         | Evento | Preliminares           | Quartas                | Semifinais             | Repescagem             | Medalha de Bronze      | Final                  | Posição     |
| Atleta         | Evento | Adversário e resultado | Adversário e resultado | Adversário e resultado | Adversário e resultado | Adversário e resultado | Adversário e resultado | Posição     |
| -------------- | ------ | ---------------------- | ---------------------- | ---------------------- | ---------------------- | ---------------------- | ---------------------- | ----------- |
| Rasul Abduraim | −68kg  | GER D. Manz D 0-1      | Não avançou            | Não avançou            | Não avançou            | Não avançou            | Não avançou            | Não avançou |

### Tiro
Masculino
| Atleta          | Evento                 | Qualificação | Qualificação | Final       | Final       | Posição |
| Atleta          | Evento                 | Placar       | Posição      | Placar      | Total       | Posição |
| --------------- | ---------------------- | ------------ | ------------ | ----------- | ----------- | ------- |
| Ruslan Ismailov | Pistola de ar de 10 m  | 587          | 39º          | Não avançou | Não avançou | 39º     |
| Ruslan Ismailov | Carabina deitado 50 m  | 578          | 54º          | Não avançou | Não avançou | 54º     |
| Ruslan Ismailov | Carabina três posições | 1130         | 48º          | Não avançou | Não avançou | 48º     |